# Кирило І Флоринський
Кирило І Флоринський (*1727/1729, Баришівка — †24 вересня 1779, Київ) — український релігійний діяч в добу Гетьманщини, єпископ Севський і Брянський Відомства православного сповідання Російської імперії, архімандрит Новоторзького Борисоглібського монастиря на Московщині.

## Біографія
Народився у сім'ї козака, можливо, один з представників старовинного козацького українського роду Флоринських.
Навчався у Києво-Могилянській академії. У 1754 році примусово емігрує на Московщину, де працює співаком при дворі імператриці Єлизавети Петрівни, але скоро залишив це місце і відвідував лекції з фізики в університеті при Санкт-Петербурзькій академії наук.
У 1756 році від митрополита Великоновгородського і Великолуцького Дмитра Сеченова прийняв чернечий постриг. Тоді ж став учителем Новгородської семінарії. У 1761 році виїздив до Парижа для служіння в посольській церкві, але незабаром повернувся. Був законовчителем у Санкт-Петербурзькому кадетському корпусі.
У 1765 році — архімандрит Новоторзького Борисоглібського монастиря. Звернув на себе увагу як проповідник імператриці Катерини II.
У 1768 році Флоринського висвячено на єпископа Севського і Брянського. Не забував він про Києво-Могилянську академію: у 1770 двічі надсилав до її бібліотеки книги (всього 94 томи). Позитивні риси, про які свідчать його сучасники: живий розум і добра пам'ять — інколи контрастували з нетерпимістю і нестриманістю Флоринського у церковних справах, особливо у ставленні до старообрядців.
У 1773 році синод передав численні скарги стосовно нетерпимості його на розгляд спеціальній комісії, яка визнала їх справедливими.
У 1778 році повертається в Україну, до Київського Михайлівського Золотоверхого монастиря, де через рік він помер і похований у монастирі.